# Max Buset
 (décembre 2018).
Max Buset, né le 31 janvier 1896 à Fayt-lez-Manage et mort le 28 juin 1959 à Haine-Saint-Paul, est un homme politique belge. 
Il est considéré par ses pairs socialistes comme étant un grand président et un négociateur redoutable. Il est surtout le président du Parti socialiste belge de 1945 jusqu’à sa mort en 1959, parti qui prospéra sous Max Buset, puisqu’il gagnera dix-sept sièges et six points. 
Il est réputé pour avoir détrôné le roi Léopold III, lorsqu’il appela, en 1950 à la grève générale. 
Ouvert au changement dans les législations, Max Buset a pourtant toujours fait en sorte de garder quelques exigences sur la question royale, la question de la scolarité.

## Biographie

### Vie privée
Max Buset vient d’une famille ouvrière. 
Sa famille habite Jolimont qui est un carrefour entre les diverses entités administratives. C’est aussi le lieu du mouvement ouvrier socialiste, tout simplement car c’est le bassin de l’industrie. 
Diplômé en sciences économiques, il est enseignant. Il fait des études à l'école moyenne de La Louvière et ensuite, des études du soir à l'école industrielle. Il devient dessinateur industriel aux établissements Goldsmith, puis à la Franco-Belge de La Croyère. Il réussit l'examen de fin d'humanité devant le jury central, puis obtient une licence en sciences économiques et sociales à l'Université libre de Bruxelles. Il passe une année à l'école supérieure du Labour Party. 
De retour, il assure la fonction de secrétaire de la centrale d'éducation, et ce jusqu'en 1934. En même temps, il s'occupe activement des émissions d'une radio socialiste. Il fera quatre mois à Oxford.
Il crée pour la B.B.C. un personnage ouvrier qui est un symbole de la résistance ouvrière. Il a un fils, Maxime, né en 1924 et décédé en 1983, qui a été médecin.

### Fin de vie
De 1945 à 1959, Max Buset unitariste tient la barre du P.S.B-B.S.P..
Max Buset est mort le 28 juin 1959 d’un infarctus du myocarde, à La Louvière.

## Carrière

### Années 1930
La crise économique lui permet de se faire connaître et de se composer un public grâce à un exposé sur la crise en 1931. 
En 1932, il est élu à la Chambre des députés où il représente l'arrondissement de Thuin. Il gardera la confiance de ses électeurs jusqu'à sa mort, soit pendant 27 ans,.
Au Parlement, il sera membre des commissions des affaires étrangères et du commerce de l’intérieur. Il va aussi siéger à la commission pour la nationalisation du crédit et la protection de l’épargne et à la commission générale du plan.
En 1933, il sera membre du Conseil supérieur de l’éducation populaire. 
Il sera l’auteur de la première brochure C.E.O. qui présente l’Action pour le plan en 1934.
De mars 1934 à décembre 1936, il va diriger Plan qui est un journal d’information, de documentation et de propagande d’idée important pour les planistes . 
Il va proposer en 1935 au Congrès un plan en trois parties : la prolongation de la scolarité jusque 16 ans, la semaine de quarante heures et la pension à 60 ans.
En 1937, il devient le directeur du Mouvement des jeunesses socialistes. Max Buset et Henri de Man sont appelés la même année en consultation par Léopold III.
Max Buset et d’autres vont vivement critiquer Spaak en 1938, qui n’a pas non plus hésité à critiquer Max Buset, ainsi que la reconnaissance de Burgos. 
Il joua un grand rôle dans la guerre d’Espagne : visites de front des armées républicaines espagnoles, aide à l’armée démocratique en Belgique, etc..
En 1939, Max Buset va diriger la Revue socialiste.

### Années 1940
En 1940, Max Buset fera partie du gouvernement Jaspar-Huysmans de Londres. Le 30 mai 1940, il va participer à l’assemblée des parlementaires belge. À cette assemblée, il clamera haut et fort son avis sur l’attitude du Roi Léopold III lors de la guerre et il demandera sa déchéance. 
Au sortir de la guerre, Max Buset et le Parti socialiste malgré les résultats favorables du référendum au retour du roi, campe sur l’idée que cela soit mauvais pour le pays, puisque deux des trois régions n’ont pas accordé leur majorité au souverain. 
Max Buset en appelle à une grève générale à la suite d'un avis de la direction de la F.G.T.B. « qui craint de mettre en danger l’unité nationale de la grande centrale ». Cet évènement est témoigné par l’incident de Grâce-Berleur.
En 1941, il est désigné à la commission de propagande.
En 1945, après avoir regagné Bruxelles, Max Buset reprend le siège du Parti et sera désigné secrétaire francophone. 
En 1947, Max Buset se rend en à Zurich pour réaffirmer les positions belges sur la volonté de reconstruire une internationale active. 
Max Buset semble accepter le principe du vote des femmes, mais le lie à la réalisation de l’égalité des droits civils (argument non retenu par le Congrès).
En 1948, il a été nommé ministre d'État. Notamment, en raison de ses méconnaissances du néerlandais, il refuse le poste de formateur proposé par le Roi et reste à la tête du Parti socialiste.

### Années 1950
En 1951, il s'exprime en ces termes, au nom du P.S.B. dont il est président, lors de l'annonce de l'abdication du Roi Léopold III en faveur de son fils Baudouin : « Sans renoncer à la tradition républicaine, qui est liée aux origines mêmes de notre parti, nous constatons que l'institution monarchique et la dynastie répondent aux vœux de la majorité des Belges... Nous nous rallions autour de Sa Majesté le Roi Baudouin et lui renouvelons l'assurance de notre concours politique le plus loyal ». Max Buset s'opposera par contre à ce que le nouveau Roi Baudouin prononce un discours lors de son intronisation.
Il est membre, dès 1952, de l'Assemblée commune de la Communauté européenne du charbon et de l'acier.
En 1954, il sera à la présidence du Parti Socialiste Belge. Le parti accumulera d’importantes voix cette année-là. 
Les autorités soviétiques l'invitent en 1956 en U.R.S.S. où il s’exprimera sur les réticences qu’il a à l’égard de ce type « d’invitation ».
La question scolaire tenait à cœur à Max Buset, qu’en 1958, lui-même et d’autres défendirent fermement le pacte scolaire devant le Congrès[incompréhensible].

## Distinctions
- Médaille civique de première classe[1],[8]
- Officier, commandeur de l’ordre de Léopold ensuite grand officier du même ordre[1],[8]

## Publications
Max Buset est l'auteur des ouvrages suivants:
- Histoire du Mouvement ouvrier, en collaboration avec Louis de Brouckère, cours donné à l'École Ouvrière Supérieure, session 1922- 1923, Bruxelles, Imprimerie Lucifer, 1924
- L'Éducation ouvrière en Belgique, en collaboration avec Léon Delsinne, Bruxelles, Editions Lucifer, s.d.
- Éléments du socialisme, cours en sept leçons, Bruxelles, Editions C.E.O., 1925
- La Réorganisation de la direction du Parti, Bruxelles, Editions P.O.B., s.d.
- L'Action pour le Plan, préface par Henri de Man, Bruxelles, Editions Peglantine, 1933
- Le P.O.B. et l'Affaire Van Zeeland-Banque Nationale, en collaboration avec G. Koulischer, Bruxelles, Editions Labor, 1937
- International Labour Unity, dans The International Socialist Forum, supplément à The Left News, no 82, 1943
- Rapport sur la ligne politique du Parti, Congrès de la Victoire, 9-10-11 juin 1945, Bruxelles, 1945
- La Dévaluation du franc, discours à la Chambre des représentants, 20 octobre 1949, Bruxelles, Imprimerie du Moniteur, 1949
- Le Problème royal devant les Chambres, discours du 19 juillet 1950, Bruxelles, Imprimerie du Moniteur, 1950